# Cratere Grimke
Grimke  è un cratere sulla superficie di Venere. Deve il suo nome all'abolizionista statunitense Sarah Grimké.